# Viper Aircraft Viperjet
Der Viperjet ist ein von Viper Aircraft Corporation konzipiertes und gebautes Sportflugzeug, welches vom Hersteller in Bausätzen ausgeliefert wird. Er ist ein konventioneller Tiefdecker mit hintereinander angeordneten Sitzen. Das Strahltriebwerk ist im Rumpf untergebracht und das Bugradfahrwerk ist einziehbar. Das Flugzeug besteht komplett aus Faserverbundwerkstoffen.

## Entwicklung
Der erste Prototyp des Viperjet MK I flog 1999 und wurde 2000 auf der EAA AirVenture Oshkosh zum ersten Mal der Öffentlichkeit präsentiert. Dieser Prototyp wurde von einem Triebwerk des Typs Turboméca Marboré angetrieben. Dieses Triebwerk war den Konstrukteuren aber zu schwach und verbrauchte zu viel Treibstoff, weshalb ein neuer Versuch mit einem General-Electric-T58-Wellentriebwerk gemacht wurde, das zu einem Turbojet umgebaut war. Aber auch das erfüllte nicht die Erwartungen und wurde seinerseits durch das General-Electric-J85-Triebwerk ersetzt, welches den vierfachen Schub leisten konnte. Mit diesem wurde dann das Flugzeug ausgerüstet. Zeitgleich wurde das Flugzeug auch substantiell weiterentwickelt. Aus dieser Weiterentwicklung entstand der zweite Prototyp MK II, der im Jahr 2005 seinen Erstflug hatte. Er wies ein verstärktes Fahrwerk, das dreifache Tankvolumen und eine Druckkabine auf. Für die MK I wurde auch ein Aufrüstsatz auf die Version MK II angeboten.
Im Jahre 2008 gab das in Pasco (Washington) ansässige Unternehmen bekannt, dass man über eine militärische Version des Flugzeugs nachdenken würde. Eine solche militärische Version würde sowohl ein Schulflugzeug umfassen, wie auch eine unbemannte Version. Außerdem wurde verlautbart, dass eine größere Nachfolgeversion, die von einem Mantelstromtriebwerk angetrieben werden würde, als „Viper Aircraft FanJet“ in Entwicklung sei.
Mittlerweile wird dieser Nachfolger mit dem Pratt-&-Whitney-Canada-JT15D-Triebwerk angeboten.

## Bau
Das besondere am Viperjet ist, dass der Kunde den Jet in Einzelteilen erhält und selber zusammenbauen muss. Der Basisbausatz MKII kostet 182.000 USD, doch durch angebotene Extras wie Multifunction-Displays oder Ledersitze werden die meisten Bausätze für rund 300.000 USD verkauft. Der Hersteller
bietet des Weiteren auch ein Hilfsprogramm an, wobei die wichtigsten Teile bereits vormontiert geliefert werden und im Anschluss an den Bau ein Trainingsprogramm angeboten wird, in dem der Kunde lernt, den Viperjet zu fliegen.

## Technische Daten
| Kenngröße             | Viperjet MK II                  | Viper FanJet                     |
| --------------------- | ------------------------------- | -------------------------------- |
| Besatzung             | 1 (Pilot)                       | 1 (Pilot)                        |
| Kapazität             | 2 Personen (Pilot und Fluggast) | 2 Personen (Pilot und Fluggast)  |
| Länge                 | 7,80 m                          | 9,75 m                           |
| Spannweite            | 8,48 m                          | 9,75 m                           |
| Höhe                  |                                 | 4,57 m                           |
| Breite der Kabine     |                                 | 0,91 m                           |
| Leergewicht           | 1.452 kg                        | 1.406 kg                         |
| Abflugmasse           | 2.320 kg                        | 2.563 kg                         |
| Startdistanz          |                                 | 366 – 457 m                      |
| Landestrecke          |                                 | 762 m                            |
| Triebwerk             | 1 × General Electric J85        | 1 × Pratt & Whitney Canada JT15D |
| Schub                 | 12,7 kN                         | 9,8 – 11,1 kN                    |
| Höchstgeschwindigkeit | 700 km/h                        | 700 km/h                         |
| Reisegeschwindigkeit  | 626 km/h                        | 626 km/h                         |
| Reichweite            | 2.400 km                        | 2.600 km                         |
| Dienstgipfelhöhe      | 13.715 m                        | 13.715 m                         |
| Steigrate             | 61 m/s                          | 61 m/s                           |